# Robert Armstrong (béisbol)
Robert "Bob" Livingston Armstrong (1850-1917) fue un beisbolista profesional estadounidense. Jugó 12 de 21 partidos, once en el jardín central, para el equipo Fort Wayne Kekiongas en la primera liga profesional, la Asociación Nacional de Jugadores de Pelota de Base de 1871 (NAPBBP).
Anteriormente, Armstrong jugó tres temporadas para el club Maryland de Baltimore, Maryland en la Asociación Nacional de Jugadores de Pelota Base. Maryland's era un club fuerte entre los cientos de miembros de la NABBP, pero un club débil entre los doce que disputaron la primera carrera profesional de banderín en 1869, o la segunda en 1870. Bob Armstrong era el hijo de John Horatio Armstrong y Caroline Amelia Scheldt y bisnieto de John Armstrong Jr.. Tenía 6'2 "y estaba casado con Betty Arnold. Armstrong era un nativo de Baltimore como la mayoría de sus compañeros de equipo de Maryland.